# Father Stretch My Hands Pt. 1
Father Stretch My Hands Pt. 1 è un singolo del rapper statunitense Kanye West, pubblicato il 7 giugno 2016 come secondo estratto dal suo settimo album in studio The Life of Pablo.
Il brano contiene vocali non accreditati del rapper statunitense Kid Cudi e della cantante statunitense Kelly Price ed è stato mandato alle stazioni radiofoniche il 7 giugno 2016 insieme a Pt. 2, il suo seguito.

## Antefatti
Il brano è una delle molte collaborazioni fra West e Kid Cudi, delle quali la prima è stata Welcome to Heartbreak nel 2008.
Un remix del brano dalla durata di un'ora è stato condiviso da West il 26 giugno 2016 alla première del video musicale di Famous. Poco prima la pubblicazione dell'album, West ha condiviso su Twitter un'immagine ritraente il testo del brano, affermando che avesse pianto mentre lo scriveva. Due giorni dopo l'uscita dell'album, West ha condiviso un tweet nel quale ringraziava Drake per averlo aiutato a scrivere il testo di Father Stretch My Hands Pt. 1 e 30 Hours e nel quale prometteva che presto avrebbe pubblicato altra musica con Drake e Future.
Una versione demo del brano contenente un verso aggiuntivo di Kendrick Lamar è trapelata su SoundCloud nel 2018.

## Descrizione
Father Stretch My Hands Pt. 1 è stata scritta da Kanye West, Kid Cudi, Rick Rubin, Drake, Noah Goldstein, Metro Boomin, CyHi the Prince, Allen Ritter, Jerome Potter, Samuel Griesemer, Chance the Rapper e T.L. Barrett e prodotto da West stesso insieme a Rick Rubin, Mike Dean e Metro Boomin.
È un brano hip hop, gospel e art pop costruito attorno ad un campionamento del brano Father I Stretch My Hands del pastore T.L. Barrett il cui testo parla delle relazioni tra West e alcune modelle. Fra la Pt. 1 e la Pt. 2 vi è una transizione.

## Classifiche
| Classifiche (2016-24) | Posizione massima |
| --------------------- | ----------------- |
| Canada                | 51                |
| Irlanda               | 74                |
| Lituania              | 78                |
| Paesi Bassi           | 97                |
| Portogallo            | 162               |
| Regno Unito           | 54                |
| Stati Uniti           | 37                |
| Svezia                | 79                |